# Germanodactylidae
Germanodactylidae (лат.) — семейство птерозавров из подотряда птеродактилей. В то время как её точное размещение и содержание являются спорными, проведённые в 2014 году исследования показали, что группа содержит как минимум два рода: Germanodactylus и Normannognathus. Различные исследования помещают семейство в состав групп Ctenochasmatoidea или Dsungaripteroidea, более новые работы помещают её в состав надсемейства Archaeopterodactyloidea.